# Секретные материалы (сезон 1)
Первый сезон сериала «Секретные материалы» в США выходил на телеканале FOX с 11 сентября 1993 года по 13 мая 1994 года и состоит из 24 эпизодов.
Первый сезон знакомит зрителей с главными героями — агентами ФБР Фоксом Малдером и Данной Скалли, которых сыграли Дэвид Духовны и Джиллиан Андерсон соответственно — а также такими персонажами, как Уолтер Скиннер, Глубокая Глотка и Курильщик. В центре сюжета — расследование паранормальных явлений и сверхъестественных событий, упомянутых в тех или иных делах, которые в ФБР носят название «секретных материалов». Также в первом сезоне представлена основная концепция мифологии сериала.
Вдохновением для сериала, созданного Крисом Картером, послужили такие шоу, как «Колчак: Преследование в ночи» и «Сумеречная зона». Картер предлагал эту идею каналу «Fox» дважды, прежде чем было принято решение о запуске проекта. Сериал мгновенно стал популярным, что подтверждалось быстро растущими рейтингами, завоевав одобрительные оценки критиков и СМИ. Многие сюжетные линии и фразы, произнесённые в сериале, стали культурным явлением, а Духовны и Андерсон проснулись звёздами телевидения, а затем и большого кино.

## История создания

### Разработка проекта
В начале 1990-х уроженец Калифорнии Крис Картер получил возможность спродюсировать новое шоу на канале «Fox Television». Устав от комедий, над которыми он работал в компании Walt Disney Pictures, вдохновлённый результатами опросов, согласно которым 3,7 миллионов людей было похищено инопланетянами, а также воспоминаниями об Уотергейтском скандале и сериале ужасов 1970-х «Колчак: Преследование в ночи», Картер придумал «Секретные материалы» и написал сценарий пилотного эпизода в 1992 году. Главной героиней должна была стать Скалли, но продюсеры хотели добавить в сюжет любовную линию. Кроме того, канал высказал пожелания о том, какой должна быть новая героиня: «высокой блондинкой с длинными ногами и крутым нравом» — по их мнению, 24-летняя Джиллиан Андерсон совершенно не подходила на эту роль — профессиональная театральная актриса без какого-либо опыта работы в кино и на телевидении, несмотря на то, что Картер понял — он нашёл свою Скалли в тот момент, когда увидел актрису.
Первоначальная концепция сериала, которую придумал Картер, была отклонена продюсерами канала. Он проработал сценарий и через несколько недель вернулся в офис с новым предложением и готовым сценарием пилота. Картер работал над пилотом вместе с продюсером Дэниэлом Сакхаймом, черпая вдохновение в документальном фильме «Тонкая голубая линия» и британском шоу «Основные подозреваемые». Кроме того, по словам Картера, на него оказали огромное влияние сериалы «Колчак: Преследование в ночи» и «Сумеречная зона», которые он так любил смотреть в детстве. Также он был в восторге от недавно выпущенного в прокат триллера «Молчание ягнят», подтолкнувшего Картера к идее, что повествование в сериале должно выстраиваться вокруг агентов ФБР — кроме всего прочего, было бы просто объяснить причастность персонажей к очередному расследованию. Также автор был уверен, что отношения между центральными персонажами должны быть строго платоническими, как и между персонажами Эммой Пил (её сыграла актриса Дианна Ригг) и Джоном Стидом (в исполнении Патрика Макни) в сериале «Мстители».
На ранних стадиях работы над проектом Картер основал компанию «Ten Thirteen Productions» (часто обозначается просто «1013») и начал планирование съёмок пилота в Лос-Анджелесе. Однако Картер так и не нашёл подходящее место, и решил искать там, где есть «красивые леса» — так выбор пал на Ванкувер, где съёмки сериала проходили на протяжении следующих пяти сезонов, а с начала 6 сезона съёмочная площадка переместилась в Лос-Анджелес. Вскоре стало понятно, что большинство сцен будет сниматься на натуре, а не декорациях в павильоне — компания решила нанять двух менеджеров по натурным съёмкам, а не одного, как это было принято в работе над телевизионными шоу.

### Сценарий
В самом начале работы над сценарием авторы ещё не решили, насколько глубоко будет проработана мифология сериала, поэтому сценаристы были вольны сами придумывать сюжеты эпизодов. Хотя основной мотив сериала — деятельность пришельцев на Земле — сценаристы посчитали, что не стоит зацикливаться на НЛО и давать возможность сериалу рассказать другие истории. Большинство эпизодов первого сезона содержали отдельные расследования с так называемыми «монстрами недели» (мутанты, призраки, демоны, преступники, которые появились лишь в одном-двух эпизодах сериала), например, черви на антарктической станции, заговор генной инженерии и опыты по клонированию, и т. д. Крис Картер написал сценарий эпизода «Space» о призраке, мешавшем космической программе НАСА — эпизод стал самым дорогим в первом сезоне.
К концу первого сезона у Картера и его команды появилась основная концепция мифологии сериала на будущие эпизоды. Первый сезон также представляет главного антагониста сериала — так называемого Курильщика, а также даёт первые зацепки в деле о похищении сестры Фокса, Саманты Малдер. Последний эпизод «The Erlenmeyer Flask», в котором берёт истоки основная мифология всего сериала в целом, был номинирован на «Премию Эдгара Аллана По». Серия была написана в начале 1994 года, когда ещё не было известно, вернётся ли сериал во втором сезоне, поэтому создатели придумали ход, в котором отдел «Секретные материалы» закрывают, а агенты ФБР Дана Скалли и Фокс Малдер получают работу вне бюро. Финал стал первым эпизодом, который снял Р. В. Гудвин — продюсер сериала.

### Показ и критика
Выход в эфир пилотного эпизода показал неплохие результаты — 7,4 млн зрителей, что составило 15 % всей зрительской аудитории. Пилот был показан сразу же после сериала «Приключения Бриско Каунти-младшего», рейтинги которого стали постепенно понижаться, в то время как новые эпизоды «Секретных материалов» собирали всё большую аудиторию, достигнув максимального показателя на финальном эпизоде сезона «The Erlenmeyer Flask», который посмотрело 8,3 млн зрителей, что составило 16 % всей аудитории.
В основном, сериал получил одобрительные отзывы, его даже назвали самым «параноидальным и антиправительственным сериалом на телевидении», а сценарий — «свежим и не самоуверенным, герои которого притягательны. Шоу насыщено драйвом и интересными сюжетами, которых так не хватает современному телевидению». Первый сезон держит рейтинг в 100 % на сайте Rotten Tomatoes, основываясь на 11 обзорах. Многие эпизоды были высоко оценены критиками: серию «Squeeze» назвали «невероятно жуткой»; отметили «напряжённый и насыщенный действием» «арктический эпизод» «Ice»; «невероятно пугающий эпизод о Скалли» «Beyond the Sea».
Как бы там ни было, не все эпизоды сериала получили хорошие отзывы — серию «Space» назвали «нестрашной» и «немного безвкусной». «The Jersey Devil» был охарактеризован, как «довольно глупый»; а сюжеты «Shadows», «Born Again» и «Roland» оказались слишком похожи друг на друга.

## В ролях

### Главные актёры
- Дэвид Духовны — Фокс Малдер
- Джиллиан Андерсон — Дана Скалли

### Приглашённые актёры
- Джерри Хардин — Глубокая Глотка
- Уильям Б. Дэвис — Курильщик
- Даг Хатчисон — Юджин Виктор Тумс
- Чарльз Чоффи — Скотт Блевинс
- Митч Пиледжи — Уолтер Скиннер
- Брюс Харвуд — Джон Фицджеральд Байерс
- Том Брэйдвуд — Мелвин Фрохике
- Дин Хэглунд — Ричард Лэнгли
- Закари Эншли — Билли Майлз
- Скотт Беллис — Макс Фениг
- Дон С. Дэвис — Уильям Скалли
- Линдси Гинтер — Чистильщик
- Сара Коскофф — Тереза Немман
- Шейла Ларкен — Маргарет Скалли

## Съёмочная группа

### Продюсеры
- Крис Картер: создатель, исполнительный продюсер и шоу-раннер
- Р. В. Гудвин: сопродюсер и режиссёр
- Глен Морган: сопродюсер и сценарист
- Джеймс Вонг: сопродюсер и сценарист
- Алекс Ганса: продюсер-супервизор и сценарист
- Говард Гордон: продюсер-супервизор и сценарист
- Дэниел Сакхайм: продюсер-супервизор и режиссёр
- Джозеф Патрик Финн: линейный продюсер
- Пол Рабвин: сопродюсер
- Ларри Барбер: сопродюсер и сценарист
- Пол Барбер: сопродюсер и сценарист

### Сценаристы
- Крис Картер: 9 эпизодов
- Говард Гордон: 6 эпизодов
- Глен Морган: 6 эпизодов
- Джеймс Вонг: 6 эпизодов
- Алекс Ганса: 5 эпизодов
- Ларри Барбер: 1 эпизод
- Пол Барбер: 1 эпизод
- Кеннет Биллер: 1 эпизод
- Крис Бранкато: 1 эпизод
- Скотт Кофер: 1 эпизод
- Мэрилин Озборн: 1 эпизод
- Крис Руппенталь: 1 эпизод

### Режиссёры
- Дэвид Наттер: 6 эпизодов
- Джеррольд Фридман: 2 эпизода
- Уильям А. Грэм: 2 эпизода
- Майкл Лэнг: 2 эпизода
- Джо Наполитано: 2 эпизода
- Дэниел Сакхайм: 2 эпизода
- Ларри Шоу: 2 эпизода
- Роб Боуман: 1 эпизод
- Фред Гербер: 1 эпизод
- Р. В. Гудвин: 1 эпизод
- Майкл Кэтлман: 1 эпизод
- Гарри Лонгстрит: 1 эпизод
- Роберт Мандел: 1 эпизод

## Список эпизодов
Знаком ‡ выделены эпизоды, относящиеся к т. н. «мифологии» сериала (его основной сюжетной линии).
| № общий | № в сезоне | Название                                    | Режиссёр          | Автор сценария                | Дата премьеры    | Произв. код | Зрители в США (млн) |
| --- | ---------- | ------------------------------------------- | ----------------- | ----------------------------- | ---------------- | ----------- | ------------------- |
| 1 | 1          | «Пилот»‡ «Pilot»                            | Роберт Мандел     | Крис Картер                   | 10 сентября 1993 | 1X79        | 12.0                |
| Специальный агент ФБР Дана Скалли получает назначение в неофициальный проект «Секретные материалы» — архив таинственных, нерешённых дел, связанных с паранормальными явлениями. Скалли предстоит работать вместе с Фоксом Малдером — агентом, имеющим сомнительную славу "охотника на зелёных человечков". В своём первом совместном задании Малдер и Скалли летят в Бельфлёр, штат Орегон, расследовать загадочную смерть ученицы средней школы, на теле которой обнаружены подозрительные красные метки. |            |                                             |                   |                               |                  |             |                     |
| 2 | 2          | «Глубокая Глотка»‡ «Deep Throat»            | Дэниел Сакхайм    | Крис Картер                   | 17 сентября 1993 | 1X01        | 11.1                |
| Малдер и Скалли расследуют странное исчезновение полковника Роберта Будахаса, военного лётчика-испытателя. Малдер подозревает, что Будахас разделил судьбу шести других пилотов, исчезнувших с авиабазы Элленс после участия в испытательных полётах на экспериментальных самолётах, построенных с использованием технологий НЛО. Таинственный информатор по кличке "Глубокая Глотка" предостерегает Малдера от этого дела, однако тот не отступает. |            |                                             |                   |                               |                  |             |                     |
| 3 | 3          | «Узкий» «Squeeze»                           | Гарри Лонгстрит   | Глен Морган и Джеймс Вонг     | 24 сентября 1993 | 1X02        | 11.1                |
| ФБР расследует серию убийств в Балтиморе, имеющих общие признаки: все жертвы убиты в закрытых помещениях, а из их тел вырвана печень. Привлечённый к расследованию агент Малдер сравнивает печатные издания разных лет со статьями о подобных убийствах и находит похожие преступления, повторявшиеся каждые тридцать лет на протяжении всего века. |            |                                             |                   |                               |                  |             |                     |
| 4 | 4          | «Канал» «Conduit»                           | Дэниел Сакхайм    | Алекс Ганса и Говард Гордон   | 1 октября 1993   | 1X03        | 9.2                 |
| На берегу озера Окободжи в штате Айова таинственный яркий свет спускается с ночного неба и забирает девочку Руби Моррис из её спального мешка на глазах её младшего брата Кевина. Агент Малдер находит в случившемся сходство с инцидентом, случившемся в собственном детстве, когда пришельцы похитили его сестру Саманту. |            |                                             |                   |                               |                  |             |                     |
| 5 | 5          | «Дьявол из Джерси» «The Jersey Devil»       | Джо Наполитано    | Крис Картер                   | 8 октября 1993   | 1X04        | 10.4                |
| Малдер и Скалли расследуют ужасное убийство бездомного, на которого напали и отгрызли руку в лесистой области в пригороде Атлантик-Сити. Малдер полагает, что смерть связана с подобным инцидентом, который произошёл в Нью-Джерси в 1947 году, когда на глазах у семьи мужчина был схвачен и утащен в лес неизвестным существом. |            |                                             |                   |                               |                  |             |                     |
| 6 | 6          | «Тени» «Shadows»                            | Майкл Кэтлман     | Глен Морган и Джеймс Вонг     | 22 октября 1993  | 1X05        | 8.8                 |
| Сотрудники тайного правительственного агентства привлекают отдел "Секретные материалы" к осмотру двух мужских трупов. Жертвы, оказавшиеся членами исламской террористической организации, словно задушены изнутри. Агент Малдер приписывает эти смертельные случаи воздействию психокинетической силы. |            |                                             |                   |                               |                  |             |                     |
| 7 | 7          | «Дух из машины» «Ghost In The Machine»      | Джеррольд Фридман | Алекс Ганса и Говард Гордон   | 29 октября 1993  | 1X06        | 9.5                 |
| Агент Джерри Ламана, ранее работавший с Малдером, приходит к нему с проблемой в расследовании важного для его карьеры дела: убийства Бенджамина Дрейка, главного управляющего компании «Евриско», погибшего от разряда электричества, при помощи Центральной Операционной Системы (которая управляет всеми процессами в здании) кем-то, кто имел доступ к системе. |            |                                             |                   |                               |                  |             |                     |
| 8 | 8          | «Лёд» «Ice»                                 | Дэвид Наттер      | Глен Морган и Джеймс Вонг     | 5 ноября 1993    | 1X07        | 10.0                |
| Агенты Малдер и Скалли отправляются на полярную станцию на севере Аляски, чтобы расследовать обстоятельства гибели геофизиков, работавших над проектом «Арктический лёд». Здесь им предстоит столкнуться с неизвестным науке древним опасным паразитом, разбуженным полярниками во время их изысканий. |            |                                             |                   |                               |                  |             |                     |
| 9 | 9          | «Космос» «Space»                            | Уильям Грэм       | Крис Картер                   | 12 ноября 1993   | 1X08        | 10.7                |
| Малдер и Скалли отправляются в Хьюстон после того, как служащая NASA Мишель Дженеро показывает им доказательства того, что космический челнок может быть саботирован. Недавно запуск пришлось прервать буквально за секунду до старта, а сейчас планируется новый запуск. Человек, ответственный за программу — легендарный астронавт подполковник Маркус Аурелиус Белт. Он утверждает, что нет ничего в отменённом запуске, о чём бы он не знал, и что саботаж — это нонсенс. Второй запуск проходит без каких-либо проблем, но вскоре центр управления полётами сталкивается с затруднениями в связи с устройством. Всё это как-то связано с тем, что случилось с Белтом во время его последнего полёта, и теперь влияет на его поступки. |            |                                             |                   |                               |                  |             |                     |
| 10 | 10         | «Падший ангел»‡ «Fallen Angel»              | Ларри Шоу         | Говард Гордон и Алекс Ганса   | 19 ноября 1993   | 1X09        | 8.8                 |
| Получив информацию от Глубокой Глотки, специальный агент ФБР Фокс Малдер встаёт на пути Департамента обороны, производящего зачистку места приземления НЛО в Висконсине. Он отправляется в путь и находит место крушения, но тут же схвачен солдатами. На гауптвахте Малдер встречает Макса Фенига, уфолога-любителя, который также был взят под стражу неподалёку от места зачистки. Скалли вытаскивает Малдера, но у того по-прежнему большие неприятности. Когда Фенига обнаруживают мёртвым, становится очевидно, что в правительстве есть силы, которые пойдут на что угодно, чтобы сохранить существование внеземных форм жизни в тайне. |            |                                             |                   |                               |                  |             |                     |
| 11 | 11         | «Ева» «Eve»                                 | Фред Гербер       | Кеннет Биллер и Крис Бранкато | 10 декабря 1993  | 1X10        | 10.4                |
| В Гринвиче, штат Коннектикут, пара находит девочку, Тину Симмонс, которая стоит в одиночестве. Неподалёку, на качели сидит её мёртвый отец, на шее у него два разреза. Малдер берётся за это дело и проверяет его вместе со Скалли, которая обнаруживает, что из тела Джоэла было выкачено больше 4-х литров крови, а в тканях были обнаружены успокоительные растительного происхождения. Малдер уверен, что смерть мужчины похожа на случаи увечья скота от НЛО. |            |                                             |                   |                               |                  |             |                     |
| 12 | 12         | «Огонь» «Fire»                              | Ларри Шоу         | Крис Картер                   | 17 декабря 1993  | 1X11        | 11.1                |
| К Малдеру обращается его бывшая возлюбленная, инспектор Скотланд-Ярда Фиби Грин, которой нужна помощь в расследовании дела. Ко времени встречи агентов 3 британских политика спонтанно воспламенились и сгорели дотла. Никаких следов катализатора обнаружено не было, и мало что соединяло три дела между собой. Грин находится в США в целях обеспечения безопасности сэра Майкла Марсдена и его семьи, и хочет быть уверена, что во время поездки с ним ничего не случится. |            |                                             |                   |                               |                  |             |                     |
| 13 | 13         | «Где-то за морем» «Beyond The Sea»          | Дэвид Наттер      | Глен Морган и Джеймс Вонг     | 7 января 1994    | 1X12        | 10.8                |
| После того, как похищены два студента колледжа, Малдер подозревает, что они имеют дело с серийным убийцей. Он готов взяться за дело в одиночку, ведь Скалли недавно потеряла горячо любимого отца, но та настаивает на совместной работе даже в такое непростое время. Малдера раздражает, что Лютер Ли Боггс, самопровозглашённый медиум, которого вскоре должны казнить в газовой камере, предлагает ему информацию в обмен на пожизненное заключение. |            |                                             |                   |                               |                  |             |                     |
| 14 | 14         | «Транссексуал» «Gender-Bender»              | Роб Боумен        | Ларри Барбер и Пол Барбер     | 21 января 1994   | 1X13        | 11.1                |
| Малдер и Скалли расследуют серию странных смертей здоровых молодых людей, умерших от сердечных приступов после полового акта. Малдер считает, что сердечные приступы были вызваны большим количеством феромонов, хотя Скалли скептически к этому относится. География убийств приводит следователей в Массачусетс к религиозному культу, известному как «Кровная родня». Секта позволяет Малдеру и Скалли посетить групповые собрания при условии, что они сдадут оружие. Сектанты также расстроены известием о том, что кто-то из них совершает убийства во внешнем мире. |            |                                             |                   |                               |                  |             |                     |
| 15 | 15         | «Лазарь» «Lazarus»                          | Дэвид Наттер      | Алекс Ганса и Говард Гордон   | 4 февраля 1994   | 1X14        | 12.1                |
| Скалли помогает бывшему коллеге, Джеку Уиллису, в задержании жестоких банковских грабителей Уоррена Дюпре и Лулы Филлипс. Следуя анонимной наводке, два агента загоняют Дюпре в угол во время неудавшегося ограбления. Дюпре ранит Уиллиса выстрелом из дробовика, но сам оказывается застрелен Скалли. Дюпре умирает, но Уиллис, в конце концов, остаётся в живых, однако тело Дюпре реагирует на воздействия дефибриллятора, применяемого к Уиллису. Уиллис очнулся в больнице несколькими днями позже, но теперь у него более мрачная личность. Он находит тело Дюпре и отрезает пальцы его рук, чтобы забрать обручальное кольцо перед тем, как исчезнуть из больницы. Скалли объясняет Малдеру, что Уиллис был одержим делом Дюпре-Филлипс в течение года, и сознаётся, что встречалась с Уиллисом, когда он был её инструктором в академии ФБР. |            |                                             |                   |                               |                  |             |                     |
| 16 | 16         | «Юный сердцем» «Young At Heart»             | Майкл Лэнг        | Скотт Кофер и Крис Картер     | 11 февраля 1994  | 1X15        | 11.5                |
| В 1989 году в здании федерального исправительного учреждения Ташму (Пенсильвания), заключённый Джо Крэндалл слышит крики из тюремного лазарета. Внутри он находит тюремного доктора Джо Ридли, ампутирующего руку приятелю Крэндалла — заключённому Джону Барнетту. Несмотря на то, что Ридли угрожает Крэдаллу скальпелем и говорит, будто Барнетт мёртв, тот не верит. Четырьмя годами позже Малдер узнаёт от своего бывшего руководителя, Рэджи Пердю, о записке, найденной после ограбления ювелирного магазина, в которой кто-то насмехался над Малдером. Агент узнаёт, что послание было написано Джоном Барнеттом, которого он помог упрятать за решётку во время своего первого дела. Даже несмотря на то, что Барнетт, предположительно, умер в тюрьме, на записке явно его почерк.                                                          |            |                                             |                   |                               |                  |             |                     |
| 17 | 17         | «В.Б.О.»‡ «E.B.E.»                          | Уильям Грэм       | Глен Морган и Джеймс Вонг     | 18 февраля 1994  | 1X16        | N/A                 |
| Иракский истребитель сбивает НЛО рядом с ирако-турецкой границей. Позже в Рэгане (Теннесси) водитель грузовика по имени Ранейм стреляет во что-то в темноте, когда над ним пролетает НЛО. Агенты Малдер и Скалли занимаются расследованием явления на следующий день, но Ранейма быстро отпускают местные власти, которые не желают сотрудничать с ФБР. Женщина ненадолго заимствует ручку Скалли, и затем агентам приходится вернуться в Вашингтон. |            |                                             |                   |                               |                  |             |                     |
| 18 | 18         | «Чудотворец» «Miracle Man»                  | Майкл Лэнг        | Крис Картер и Говард Гордон   | 18 марта 1994    | 1X17        | 11.6                |
| ФБР вызывают на помощь шерифу Морису Дэниэлсу, который уверен, будто молодой проповедник, Сэмюэль Хартли, находится в ответе за несколько смертей. С самого детства Хартли, по общему мнению, был способен исцелять наложением рук. Будучи ребёнком, он воскресил человека, сильно обгоревшего и признанного мёртвым. Он и его приёмный отец, Кэлвин Хартли, теперь колесят с проповедями, но несколько последних попыток Сэмюэля исцелить людей привели к смертельным исходам. Шериф Дэниэлс озабочен происходящим, считает Сэмюэля убийцей и ищет доказательства для его ареста. Малдер не так уверен в этом и пытается понять, не замешаны ли в деле иные силы. |            |                                             |                   |                               |                  |             |                     |
| 19 | 19         | «Сущности» «Shapes»                         | Дэвид Наттер      | Мэрилин Озборн                | 1 апреля 1994    | 1X18        | 11.5                |
| Малдер и Скалли отправляются в резервацию индейцев Трего, в штате Монтана, для расследования убийства американского индейца, Джозефа Гуденснейка, которого застрелил владелец ранчо — Джим Паркер. Первоначально кажется, что мотивом убийства стал спор по поводу прав на участок земли, хотя Паркер утверждал, что он скорее стрелял в чудовищное животное, чем в человека. Сын Паркера, Лайл, отмечен шрамами, которые подтверждают историю его отца. |            |                                             |                   |                               |                  |             |                     |
| 20 | 20         | «И пала тьма» «Darkness Falls»              | Джо Наполитано    | Крис Картер                   | 15 апреля 1994   | 1X19        | 12.5                |
| В национальном лесу Олимпик в штате Вашингтон группа лесорубов бежит по лесу, пытаясь спастись от некой опасности. Но в конечном счёте они погибают от большого роя небольших светящихся зелёных насекомых. Позже в штаб-квартире ФБР Малдер показывает Скалли фото пропавших лесорубов, сказав ей, что ещё одна группа лесорубов исчезла подобным образом в лесу в 1934 году. Агенты отправляются в лес, где они встречают инспектора Федеральной лесной службы Ларри Мура, а также начальника службы безопасности лесодобывающей компании Стива Хамфриса. Во время поездки по лесу их автомобиль напарывается на шипы, оставленные на земле экотеррористами. |            |                                             |                   |                               |                  |             |                     |
| 21 | 21         | «Тумс» «Tooms»                              | Дэвид Наттер      | Глен Морган и Джеймс Вонг     | 22 апреля 1994   | 1X20        | 13.4                |
| Юджин Виктор Тумс был помещён в изолятор в Балтиморе. Он попытался бежать, но передумал. Вскоре его начинает навещать психолог — доктор Аарон Монте. Скалли и Малдер присутствуют на заключительных слушаниях по делу Тумса. В суде маньяка признают нормальным, ведь доктор Монте утверждает, что нападение Тумса на Скалли было вызвано ошибочным подозрением Тумса в убийствах. Малдер пытается заострить внимание присяжных на вещественных доказательствах и физиологии Тумса, но те игнорируют его попытки. Юджина Тумса выпускают на свободу, дают ему приёмную семью и работу. Доктор Монте продолжает свои наблюдения за бывшим подопечным. |            |                                             |                   |                               |                  |             |                     |
| 22 | 22         | «Заново рождённый» «Born Again»             | Джеррольд Фридман | Говард Гордон и Алекс Ганса   | 29 апреля 1994   | 1X21        | 13.7                |
| В Буффало (штат Нью-Йорк) детектив полиции Шэрон Лазард находит на аллее девочку, Мишель Бишоп. Она, похоже, потерялась. Лазард забирает девочку в полицейский участок и оставляет, чтобы её допросил другой детектив — Рудольф Барбола. Однако чуть позже Барбола разбивается, будучи выброшенным из окна. Лазард подключает Малдера и Скалли. Она рассказывает им, что Мишель утверждает, будто на Барболу напал человек, хотя девочка была единственным человеком в комнате в момент самоубийства детектива. |            |                                             |                   |                               |                  |             |                     |
| 23 | 23         | «Роланд» «Roland»                           | Дэвид Наттер      | Крис Руппенталь               | 6 мая 1994       | 1X22        | 12.5                |
| Малдера и Скалли вызывают для расследования убийства учёного, занимавшегося реактивными самолётами: он оказался заблокирован в воздушной камере, и его засосало в турбину самолёта. Это не первая смерть в среде местных учёных: Артур Грейбл умер от несчастного случая несколькими месяцами ранее. По мере сбора доказательств главным подозреваемым становится уборщик Роланд — аутист со способностью к решению комплексных чисел. |            |                                             |                   |                               |                  |             |                     |
| 24 | 24         | «Колба Эрленмейера»‡ «The Erlenmeyer Flask» | Р. В. Гудвин      | Крис Картер                   | 13 мая 1994      | 1X23        | 14.0                |
| Посреди ночи Глубокая Глотка звонит Малдеру, чтобы передать ему важную информацию. Некий мужчина успешно ускользает от полиции: в конце погони по скоростному шоссе прыгает в реку и тут же исчезает. Один из офицеров подстрелил беглеца, но кровавый след, который тот оставил — зелёного цвета. Малдер следует подсказкам, которые выводят его на информацию, о которой прежде он не мог и мечтать. Это значит, что кто-то умрёт, а возможно — это конец «Секретных материалов». |            |                                             |                   |                               |                  |             |                     |